# パカパカファーム
有限会社パカパカファームとは、日本の北海道新冠郡新冠町にある競走馬（サラブレッド）の生産牧場である。創業者兼代表者はハリー・スウィーニィ。

## 歴史
- 2001年 - サンシャイン牧場の旧本場にあたる場所[4]に開設[2]。
- 2007年 - ピンクカメオがNHKマイルカップで優勝し、生産競走馬が重賞初勝利[5]、ならびにJpnI初勝利を達成。
- 2008年以降 - 日高町内に厚賀分場を開設[1]。
- 2012年 - ディープブリランテが東京優駿（日本ダービー）で優勝[2]。
- 2017年 - 一口馬主法人「フクキタル」を設立[6]。
- 2022年 - Continuousがトーマスブライアン賞で優勝し、生産競走馬が海外重賞初勝利[7]。
- 2023年 - Continuousがセントレジャーステークスで優勝し、生産競走馬が海外G1初勝利[7]。

## 牧場名の由来
このユニークな牧場名は、創業者のスウィーニィ自身が付けた。スウィーニィによれば「一度聞いたら絶対に忘れない」名前を前提として、日本国外の日本食料理店に着想を得たもので、日本人の知り合いなど50 - 60人に感想をたずねたところ誰もが最初は笑ったが、また誰もが素晴らしい名前だと言ってくれたのでこの名前にしたという。

## 主な生産馬
- 太字はGI・JpnI競走、斜体は地方競馬各主催者（地区）独自格付けの重賞を示す
- ピンクカメオ（NHKマイルカップ[5]）
- ディープブリランテ（東京優駿、東京スポーツ杯2歳ステークス[1]）
- クラリティスカイ（NHKマイルカップ、いちょうステークス）
- Continuous（セントレジャーステークス、トーマスブライアン賞、グレートヴォルティジュールステークス[7]）
- アンペア（エーデルワイス賞、リリーカップ）
- ゼノヴァース（東京ハイジャンプ）[9]
- ヒシウォーシイ（東海ダービー、東海菊花賞2回、マーチカップ、スプリング争覇、オグリキャップ記念2回、東海ゴールドカップ、西日本グランプリ2回、梅見月杯、ウインター争覇）
- ダイアモンドヘッド[1]（デイリー杯2歳ステークス2着）
- インディウム（兵庫ダービー、菊水賞、園田ジュニアカップ、白銀争覇）
- マカゼ（ローレル賞）
- ゴーゴーバースデイ（新緑賞）

## 主な繋養繁殖牝馬
- ラヴアンドバブルズ（ディープブリランテ 、ハブルバブルの母）[1]
- バブルドリーム（ディープブリランテの祖母）[1]
- シルバーレーン（ブラックホーク、ピンクカメオの母[5][10]。2003年[5] - 2013年[10]）
- プリンセスリーマ（メイショウドトウの母）
- ダンジグウィズウルヴス（ダイアモンドヘッドの母）
- ジュエルドクラウン（シルクフェニックスの母）
- カサダガ（ストーンステッパーの母）
- デアリングヴァース（ジンクライシスの母）
- セナリオ（タシロスプリングの母）
- ベサメムーチョ（ゲイリームーチョの母）
- タイキクラリティ（クラリティスカイの母）